# Entrepreneur de morale
Pour les articles homonymes, voir Entrepreneur (homonymie).
Un entrepreneur de morale (de l'anglais moral entrepreneur) est une personne qui cherche à influencer un groupe de personnes dans le but de lui faire adopter ou maintenir une norme. Il peut agir dans le sens de la création ou du renforcement de cette dernière, et pour des motifs variés (altruistes ou égoïstes). 

## Concept
Le terme d'« entrepreneur de morale » fut forgé par Howard S. Becker, pour qui l'entrepreneur de morale entre généralement dans l'une des deux catégories que sont les créateurs de norme et les défenseurs de norme. 
Les créateurs de normes peuvent être pensés comme des militants moraux qui sont surtout préoccupés par le fait de persuader les autres, sans souci de la façon dont cette persuasion est réalisée. Dans son livre Outsiders (1963), Becker indique que les campagnes qui aboutissent sont généralement mises en place par les classes sociales supérieures de la société. 
La définition de la norme est le résultat d'une compétition politique dans laquelle des campagnes réformatrices voient le jour, du fait d'entrepreneurs moraux, et se construisent sur la base de leurs opinions personnelles.  Les entrepreneurs de morale doivent à la fois concentrer le pouvoir, se procurer le soutien du public, provoquer une prise de conscience publique sur la question, et être capable de proposer des solutions claires et acceptables au problème qu'ils posent. Par la suite les militants (ou « croisés », en anglais crusaders, le terme est ambigu) dépendent de l'avis d'experts ou de professionnels, qui choisissent ou non de légitimer des principes moraux en leur fournissant une justification scientifique.
Les « défenseurs de norme » (Rule enforcers), comme les policiers, sont motivés par deux impératifs : le besoin de justifier leur propre rôle, et le besoin de gagner le respect dans leur interactions. Ils sont dans une situation complexe car s'ils font preuve de trop d'efficacité on peut leur reprocher de ne pas être utiles, et au contraire s'ils ne sont pas assez efficaces on peut leur reprocher d'échouer dans leur mission. Les défenseurs de norme ressentent leur besoin de défendre la règle parce que c'est leur travail ; ils ne sont pas directement concernés par le contenu même de la règle. Au fil des changements de normes, ils sont amenés à punir quelque chose qui était acceptable auparavant, et vice-versa. Ce type de représentants de l'ordre public tend à se forger une vision pessimiste de la nature humaine, car ils sont constamment exposés à la déviance obstinée.

## Exemples
Les MADD (Mothers Against Drunk Driving) aux États-Unis ou le lobby anti tabac sont des exemples d'entrepreneurs de morale.